# Campeonato Chileno de Futebol de 2013 Apertura
O Campeonato Chileno de Futebol de 2013 Apertura (oficialmente Campeonato Nacional Petrobras de Apertura de Primera División del Fútbol Profesional 2013) foi a 93ª edição do campeonato do futebol do Chile.  Em turno único os 18 clubes jogam todos contra todos, mas somente em jogos de Ida (a Volta é no Clausura). O campeão do Apertura é classificado para a Copa Libertadores da América de 2014. Os outros dois classificados são o campeão do clausura e o vencedor da ligilla feita com os 4 melhores da tabela do apertura. Para a Copa Sul-Americana 2013 eram classificados os dois melhores de uma ligilla baseada nos melhores colocados do clausura, além do campeão e vice da Copa Chile 2013. Os três últimos colocados da tabela anual (incluindo a pontuação do clausura) são rebaixados diretamente para a Campeonato Chileno de Futebol - Segunda Divisão.

## Participantes
| Equipe                                        | Cidade                                                   | Região                           | No ano anterior                                                     | Estádio                                       | Capacidade | Títulos                                                                       | Participações |
| --------------------------------------------- | -------------------------------------------------------- | -------------------------------- | ------------------------------------------------------------------- | --------------------------------------------- | ---------- | ----------------------------------------------------------------------------- | ------------- |
| Club Social y Deportivo Colo-Colo             | Macul                                                    | Região Metropolitana de Santiago | Décimo Lugar                                                        | Estádio Monumental David Arellano             | 47.017     | 29 (Último em 2009 Clausura)                                                  | 93            |
| Club Deportivo Universidad Católica           | Las Condes                                               | Região Metropolitana de Santiago | Vice Campeão                                                        | Estádio San Carlos de Apoquindo               | 20.000     | 11 (último em 2010)                                                           | 84            |
| Club de Deportes Cobreloa                     | Calama                                                   | Região de Antofagasta            | Terceiro Lugar                                                      | Estádio Municipal de Calama                   | 12.000     | 8 (1980, 1982, 1985, 1988, 1992, 2003 Apertura, 2003 Clausura, 2004 Clausura) | 48            |
| Club Deportivo Palestino                      | La Cisterna                                              | Região Metropolitana de Santiago | Décimo Primeiro Lugar                                               | Estádio Municipal de La Cisterna              | 12.000     | 2 (1955, 1978)                                                                | 71            |
| Club Universidad de Chile                     | Santiago                                                 | Região Metropolitana de Santiago | Quinto Lugar                                                        | Estádio Nacional de Chile                     | 55.100     | 16 (último em 2012 Apertura)                                                  | 86            |
| Club Deportivo Huachipato                     | Talcahuano                                               | Região de Bío-Bío                | Décimo Quinto Lugar                                                 | Estádio Las Higueras                          | -----      | 2 (1974, 2012 Clausura )                                                      | 51            |
| Audax Italiano La Florida                     | La Florida                                               | Região Metropolitana de Santiago | Décimo Quarto Lugar                                                 | Estádio Municipal de La Florida               | 12.000     | 4 (1936, 1946, 1948, 1957)                                                    | 79            |
| Unión Española                                | Independencia                                            | Região Metropolitana de Santiago | Campeão                                                             | Estádio Santa Laura                           | 22.375     | 7 (1943, 1951, 1973, 1975, 1978, 2005 Apertura, 2013)                         | 90            |
| Club Deportes Cobresal                        | Localidade de El Salvador, na comuna de Diego de Almagro | Região de Atacama                | Décimo Oitavo Lugar                                                 | Estádio El Cobre                              | 8.000      | 0 (não possui)                                                                | 33            |
| O'Higgins Fútbol Club                         | Rancagua                                                 | Região de O'Higgins              | Quarto Lugar                                                        | Estádio El Teniente                           | 14.550     | 0 (não possui)                                                                | 55            |
| Club de Deportes Santiago Wanderers           | Valparaíso                                               | Região de Valparaíso             | Nono Lugar                                                          | Estádio Elías Figueroa Brander                | 23.000     | 3 (1958, 1968, 2001)                                                          | 64            |
| Club de Deportes Iquique                      | Iquique                                                  | Região de Tarapacá               | Décimo Sexto Lugar                                                  | Estádio Municipal de Iquique                  | -----      | 0 (não possui)                                                                | 21            |
| Club de Deportes Unión La Calera              | La Calera                                                | Região de Valparaíso             | Sétimo Lugar                                                        | Estádio Municipal Nicolás Chahuán Nazar       | 10.000     | 0 (não possui)                                                                | 19            |
| Club Social de Deportes Rangers               | Talca                                                    | Região de Maule                  | Oitavo Lugar                                                        | Estádio Fiscal de Talca                       | 8.324      | 0 (não possui)                                                                | 55            |
| Club de Deportes Antofagasta                  | Antofagasta                                              | Região de Antofagasta            | Décimo Terceiro Lugar                                               | Estádio Regional de Antofagasta               | 26.339     | 0 (não possui)                                                                | 29            |
| Club de Deportes Ñublense                     | Chillán                                                  | Região de Bío-Bío                | Décimo Segundo Lugar                                                | Estádio Bicentenário Municipal Nelson Oyarzún | 12.000     | 0 (não possui)                                                                | 13            |
| Corporación Deportiva Everton de Viña del Mar | Viña del Mar                                             | Província de Valparaíso          | Sexto Lugar                                                         | Estádio Sausalito                             | 25.000     | 4 (1950, 1952, 1976, 2008 Apertura)                                           | 66            |
| Club Deportivo Universidad de Concepción      | Concepción                                               | Região de Bío-Bío                | Acesso pelo Campeonato Chileno de Futebol de 2013 - Segunda Divisão | Estádio Municipal de Concepción               | 35.000     | 0 (não possui)                                                                | 20            |

## Campeão
| Campeão Chileno 2013 - Apertura                      |
| ---------------------------------------------------- |
| O'Higgins Fútbol Club (Rancagua) (1º título) Campeão |